# 969-es busz (Budapest)
A budapesti 969-es jelzésű éjszakai autóbusz a Rákoskeresztúr, városközpont és Pécel, Kun József utca között közlekedett. A vonalat a Budapesti Közlekedési Zrt. üzemeltette.

## Története
A járat 2005. szeptember 1-jén indult korábbi szolgálati járat helyett. 2009. augusztus 21-én megszüntették, helyette a teljes útvonalát lefedve a 956-os busz közlekedik a Hűvösvölgytől.

## Útvonala
| Pécel, Kun József utca felé: | Rákoskeresztúr, városközpont felé: |
| --- | --- |
| Rákoskeresztúr, városközpont vá. – Pesti út – Kucorgó tér – Zrínyi utca – Péceli út – Pécel, Pesti út – Rét utca – Állomás utca – Baross utca – Ráday Gedeon tér – Kovács utca – Maglódi út – Pécel, Kun József utca vá. | Pécel, Kun József utca vá. – Maglódi út – Kovács utca – Ráday Gedeon tér – Baross utca – Állomás utca – Rét utca – Pesti út – Péceli út – Zrínyi utca – Csabagyöngye utca – Lemberg utca –Péceli út – Csabai út – Pesti út – Rákoskeresztúr, városközpont vá. |

## Megállóhelyei
| 0                                   | Rákoskeresztúr, városközpont végállomás           | 24 | 921, 956, 980, 997, 998 |
| 1                                   | Ferihegyi út                                      | ∫  | 921, 956, 980, 997, 998 |
| 2                                   | Mezőtárkány utca                                  | ∫  | 997                     |
| 3                                   | Oroszvár utca                                     | ∫  | 997                     |
| 3                                   | Sági utca                                         | ∫  | 997                     |
| 4                                   | Tápióbicske utca                                  | ∫  | 997                     |
| 5                                   | Szabadság sugárút                                 | ∫  | 997                     |
| 6                                   | Kucorgó tér                                       | ∫  | 997                     |
| 7                                   | Nagyszentmiklósi út                               | ∫  | 997                     |
| 8                                   | Császárfa utca                                    | ∫  | 997                     |
| 8                                   | Regélő utca                                       | ∫  | 997                     |
| ∫                                   | Érpatak utca                                      | 18 | 997                     |
| ∫                                   | Szabadság sugárút                                 | 17 | 997                     |
| ∫                                   | Péceli út                                         | 16 | 997                     |
| ∫                                   | Lemberg utca                                      | 15 |                         |
| ∫                                   | Óvónő utca                                        | 14 |                         |
| 9                                   | Alsódabas utca (↓) Csabagyöngye utca (↑)          | 13 | 997                     |
| 10                                  | Csaba vezér tér                                   | 12 | 997                     |
| 11                                  | Temető utca (↓) Czeglédi Mihály utca (↑)          | 11 |                         |
| 12                                  | Pöröly utca (↓) Battonya utca (↑)                 | 10 |                         |
| 13                                  | Ebergény utca (↓) Rizskalász utca (↑)             | 9  |                         |
| 13                                  | Rákoscsaba, Színes utca                           | 9  |                         |
| Budapest–Pécel közigazgatási határa |                                                   |    |                         |
| 14                                  | Pécel, Pesti út 112. (↓) Pécel, Pesti út 110. (↑) | 8  |                         |
| 15                                  | Határ utca                                        | 7  |                         |
| 16                                  | Faiskola utcai átjáró                             | 6  |                         |
| 16                                  | Orvosi rendelő                                    | 5  |                         |
| 17                                  | Köztársaság tér                                   | 4  |                         |
| 18                                  | Pécel vasútállomás                                | 3  |                         |
| 19                                  | Ráday Gedeon tér                                  | 2  |                         |
| 20                                  | Kossuth tér                                       | 2  |                         |
| 21                                  | Szent Imre körút (↓) Temető utca (↑)              | 1  |                         |
| 22                                  | Árpád utca                                        | 0  |                         |
| 23                                  | Pécel, Kun József utca végállomás                 | 0  |                         |